# Palinges
Palinges là một xã ở tỉnh Saône-et-Loire trong vùng Bourgogne-Franche-Comté nước Pháp. Sông Bourbince chảy qua xã này.

## Thông tin nhân khẩu
Theo điều tra dân số năm 1999, xã này có dân số 1.494.
Dân số năm 2006 ước khoảng 1.521 người.